# Lorentz Højer Buchwaldt
Lorentz Høyer Buchwaldt (7. december 1841 i Viborg - 14. december 1933) var en dansk jurist. Han tog examen artium i 1858, og blev cand.jur. fra 1865. Han arbejdede i Sø- og Handelsretten 1865–1878, og var sorenskriver på Færøerne 1878–1884. Buchwaldt var Færøernes amtmand 1885–1896, og senere herredsfoged i Lejre1897–1904. Han var valgt til Lagtinget fra Suðurstreymoy 1880–1882, og mødte senere som amtmand.
Han var søn af købmand og grosserer S.A.M. Buchwaldt.